# La contadora de películas
La contadora de películas es una novela del escritor chileno Hernán Rivera Letelier, publicada por primera vez el año 2009 y traducida a varios idiomas. Está relatada en primera persona y habla sobre la historia del cine en el Norte de Chile antes de la llegada de la televisión. Ha sido adaptada al teatro tanto en Chile como en Italia. También ha sido adaptada al cine, en una película dirigida por Lone Scherfig en 2023, a partir de un guion de Walter Salles, Isabel Coixet y Rafa Russo.
Este libro trata principalmente de María Margarita, la contadora de películas. Todo comienza con un concurso que había hecho su padre Medardo para decidir quien de sus cinco hijos iría al cine a ver las películas para contarlas en casa, se hizo esto ya que el dinero no era suficiente para que todos fueran y Medardo no estaba en condiciones, él había sufrido un accidente que lo hizo quedar inválido. Gracias al maravilloso don de María Margarita (M.M) la gente de la oficina(la pampa) prefería ir a ver como ella contaba las películas en vez de ir al cine y de esta manera también ganaba un poco de dinero.
Al poco tiempo M.M se volvió famosa en la oficina y se puso como seudónimo "hada del cine", luego empezó a contar películas a domicilio. Un día nublado don Nolasco el prestamista le pidió ir a su casa para que le contara una película, en ese transcurso el abusó de ella, al llegar a su casa le contó lo sucedido a su hermano mayor Mariano, al otro día el prestamista aparece muerto, luego de esto se vienen un montón de tragedias, Marcelino el menor de la familia muere atropellado, a Manuel se lo llevaron a jugar futbol a otro lugar, Mirto se fue con una mujer y Mariano en estado de ebriedad dijo que el había matado al prestamista tras esto se lo llevaron detenido.
María Margarita había quedado completamente sola y para peor llega la televisión por lo cual la contadora de películas no existiría más...
Así fue como llegó el cierre de la oficina, M.M fue la única que se quedó y ahora sería guía turística para los ciudadanos que iban a visitar la pampa.
María Magnolia madre de M.M los abandonó después del accidente de Medardo, al paso del tiempo se supo que se había suicidado, se había colgado con uno de sus pañuelos de seda.